# Susan Cutter
Pour les articles homonymes, voir Cutter.
Susan Lynn Cutter est une géographe américaine née en 1950 à Cincinnati, Ohio. Elle est professeure et chercheuse spécialisée sur les risques et catastrophes, et directrice du Hazards and Vulnerability Research Institute de l'Université de Caroline du Sud. Elle est l'autrice ou l'éditrice de nombreux livres sur les catastrophes et la reprise post-sinistre.

## Biographie
Susan Cutter fait ses études de premier cycle à la California State University, Hayward, et obtient sa licence en 1973. Elle se rend à l'Université de Chicago pour la poursuite de ses études en géographie et y obtient sa maîtrise en 1974 et son doctorat en 1976.
Cutter travaille pour l'Université de Washington et l'Université Rutgers avant de rejoindre la faculté de Caroline du Sud en 1993. Elle travaille également de 2009 à 2012 à l'Institut universitaire pour l'environnement et la sécurité humaine, à Bonn, en Allemagne, en tant que présidente de la Fondation Munich Re sur la vulnérabilité sociale.

## Travaux
Cutter analyse plus spécifiquement les facteurs qui rendent les gens et les lieux vulnérables aux catastrophes, comment les gens se remettent des catastrophes et comment cartographier les catastrophes et les risques de catastrophe,. Elle a notamment étudié ces processus lors des ouragans Katrina (2005), Sandy (2012), lors des inondations d'octobre 2015 en Caroline du Sud, et lors de l'ouragan Matthew (2016). 
Elle a présidé le comité du National Research Council qui, en 2012, a recommandé l'utilisation de plus de données ouvertes dans les systèmes de surveillance des catastrophes, plus de recherches sur les techniques de construction résistantes aux catastrophes, et de mettre un accent plus important sur la capacité des collectivités à se montrer résilientes face aux catastrophes.

## Récompenses et honneurs
Cutter devient membre de l'American Association for the Advancement of Science en 1999. 
Elle est présidente de l'American Association of Geographers de 1999 à 2000. Elle reçoit le Decade of Behavior Award de cette association en 2006, ainsi que le Lifetime Achievement Award en 2010 et le Presidential Achievement Award en 2018.
En 2001, elle devient Distinguished Professor de la Caroline. 
Elle préside en 2008 le Consortium of Social Science Associations.
En 2015, elle reçoit un doctorat honoris causa de l'Université norvégienne des sciences et de la technologie, et est nommée membre de la Société royale norvégienne des sciences et des lettres.

## Principales publications
- Rating Places: A Geographer's View on Quality of Life (Association of American Geographers, 1985)
- Exploitation, Conservation, Preservation: A Geographic Perspective on Natural Resource Use (with William H. Renwick, Wiley, 1991; 4th ed., 2003)
- Environmental Risks and Hazards (Prentice-Hall, 1994)
- Living with Risk: The Geography of Technological Hazards (Wiley, 1995)
- South Carolina Atlas of Environmental Risks and Hazards (with Deborah S. K. Thomas, Micah E. Cutler, Jerry T. Mitchell, and Michael S. Scott, University of South Carolina Press, 1999)
- American Hazardscapes: The Regionalization of Hazards and Disasters (edited, National Academies Press / Joseph Henry Press, 2001)
- The Geographical Dimensions of Terrorism (edited with Douglas B. Richardson and Thomas J. Wilbanks, Routledge, 2003)
- Geography and Technology (edited with Stanley D. Brunn and J. W Harrington Jr., Kluwer, 2004)
- Hazards, Vulnerability and Environmental Justice (edited, Routledge, 2006)
- Hurricane Katrina and the Forgotten Coast of Mississippi (with Christopher T. Emrich, Jerry T. Mitchell, Walter W. Piegorsch, Mark M. Smith, and Lynn Weber, Cambridge University Press, 2014)